# Ламенто
Ламе́нто (итал. lamento — жалоба, стон) — музыкальное произведение жалобного, скорбного характера.
Как правило, ламенто — законченное вокально-инструментальное произведение небольшого объёма. Возникло вместе с распространением монодии в музыке раннего барокко. В XVII—XVIII веках ламенто часто включались в оперные произведения в виде сольных арий, непосредственно перед кульминацией сюжета. Первым из известных образцов можно считать «Плач Ариадны» из одноимённой оперы Монтеверди (1608). Подобным ламенто свойственны медленный темп, нисходящее движение мелодии, приём basso ostinato, определённые ритмические формулы, интонация «вздоха» в вокальной партии и т. д. В частности, ламенто, основанные на basso ostinato, встречаются в мадригалах, кантатах и ораториях конца XVII — начала XVIII века. Они также получили развитие в венецианской опере 1640-х годов. Одним из наиболее известных примеров ламенто такого рода является «Плач Дидоны» из оперы Пёрселла «Дидона и Эней». М. Н. Лобанова указывает, что ламенто на basso ostinato фактически стало самостоятельной традицией в рамках барочной оперы и приобрело интернациональный характер. В. Н. Холопова также замечает, что «бас ламенто» стал настолько неотъемлемым признаком жанра, что перешёл, с той же семантикой скорби, в другие вокальные и инструментальные жанры.
В XIX веке оперные композиторы использовали элементы ламенто, чтобы подчеркнуть интонации скорби. В XX веке Родион Щедрин дал название «Ламенто» двум частям (первой и третьей) своей оратории «Ленин в сердце народном», носящей траурный характер.
Термин «ламенто» применялся и по отношению к инструментальной музыке. В этом значении он синонимичен французским «tombeau» (дословно — «надгробие») и «plainte» (дословно — «жалоба»).